# یو درویش

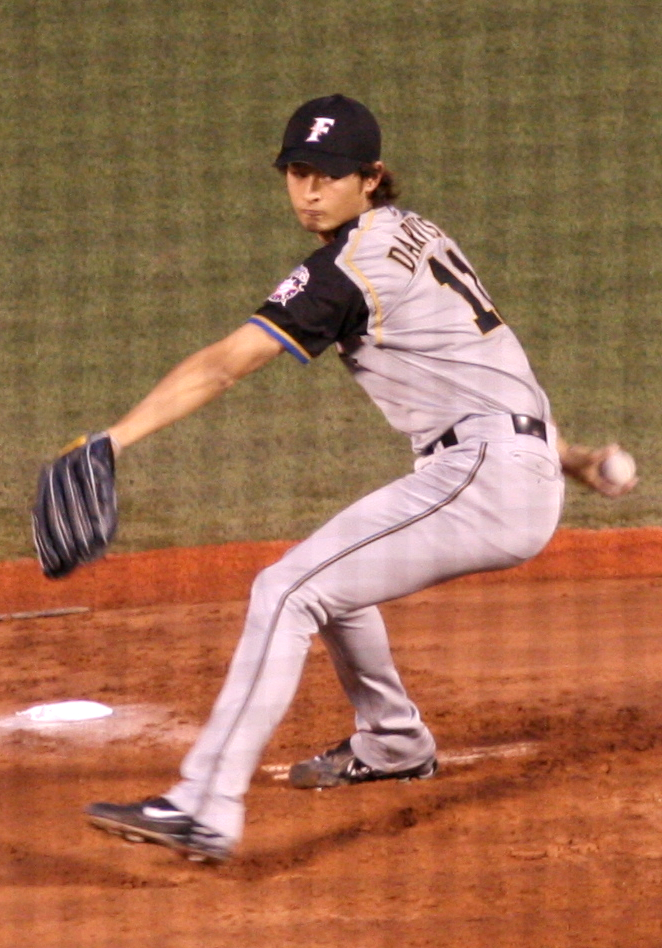

فرید یو درویش صفت (به ژاپنی: ダルビッシュ・セファット・ファリード・有) متولد ۱۶ اوت، سال ۱۹۸۶ در هابی‌کینو اوساکا ، ژاپن، یک بازیکن بیسبال پیچر راست دست ایرانی ژاپنی است که اکنون در تیم سن دیگو پادرس در لیگ برتر بیسیال آمریکا بازی می‌کند

## زندگی شخصی
یو از سوی پدر ایرانی است. پدرش فرزاد درویش صفت و مادرش ایوکو در اواخر دهه ۱۹۷۰ هنگام تحصیل در یک دانشکده هنر در سنت پیترزبورگ، فلوریدا با هم آشنا شدند. فرزاد بازیکن تیم ملی فوتبال ایران و تیم فوتبال دانشگاه ایالتی فلوریدا بود و در مسابقات موتوکراس هم شرکت کرده بود. آن‌ها پس از ازدواج در ۱۹۸۲ به اوساکا رفتند. در کشور ژاپن که خلوص نژادی دارای ارزش بسیار زیادی است، یو توانسته‌است محبوبیت ملی کسب کند.
یو عضو تیم ملی بیسبال ژاپن در المپیک ۲۰۰۸ بود.درویش در نوامبر سال 2007 با سائکو  ( بازیگر و مدل ژاپنی ) ازدواج کرد و از او صاحب دو فرزند پسر شد و در سال 2012 به طور رسمی از او جدا شد . 

## دستاوردهای ورزشی
در لیگ برتر بیسبال آمریکا، درویش یو، هشتمین پیروزی فصل خود را رقم زد. 
درویش در بازی پایانی خود در فصل سپتامبر 2020 رقابت های معمولی، به عنوان آغازگر در مقابل تیم شیکاگو وایت ساکس ظاهر شد. تیم شیکاگو کابز با بازی درویش این بازی را ۱۰ به هیچ برد.
در سال 2017 یولی گوری، از بازیکنان سرشناس بیس‌بال در آمریکا به علت آنچه "اهانت نژادپرستانه" به یو درویش، بازیکن ژاپنی-ایرانی تیم رقیب ارزیابی شده، به مدت پنج هفته از میدان مسابقه بیرون گذاشته می‌شود.

## پیوند به بیرون

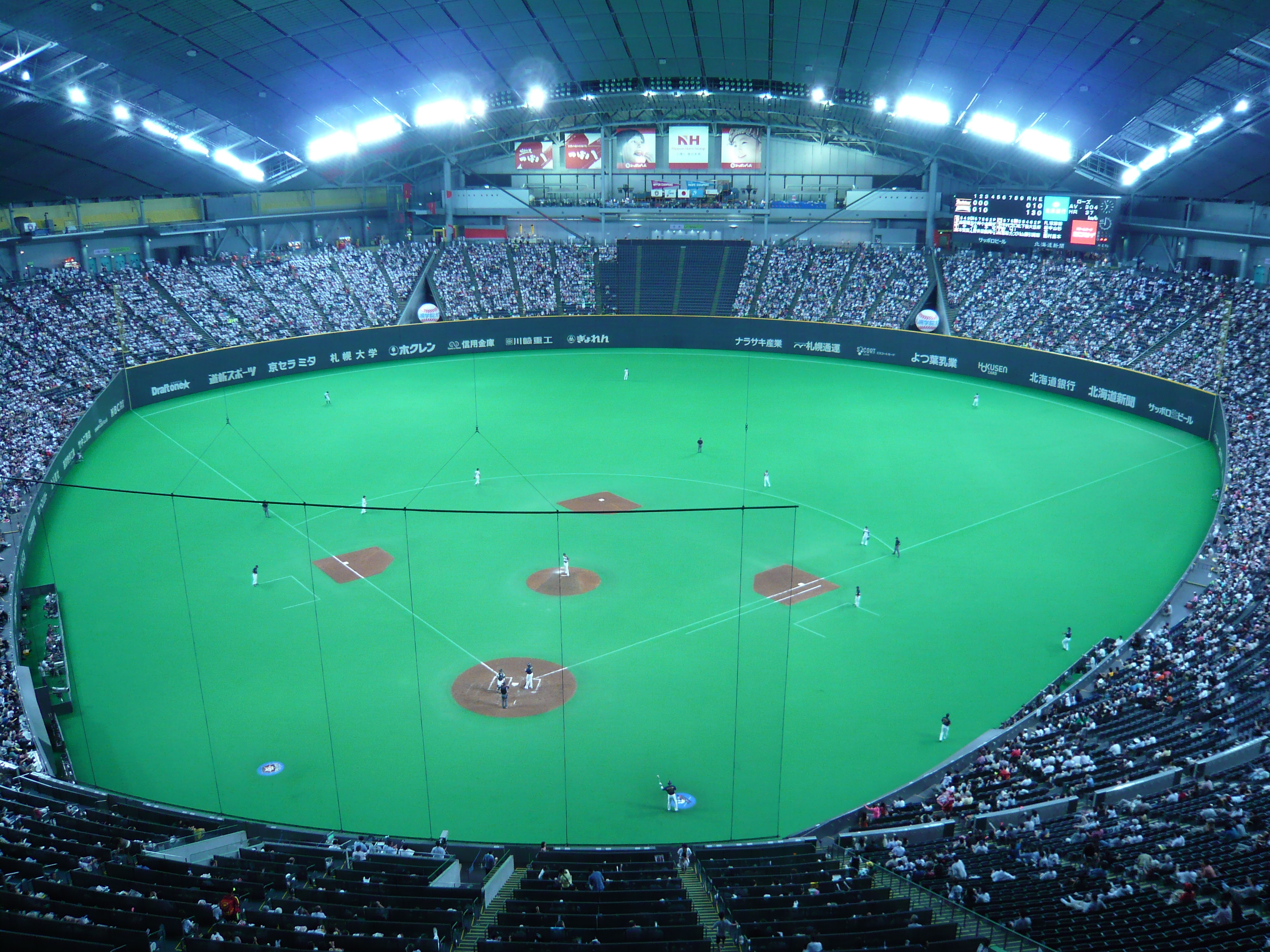
استادیوم سرپوشیدهٔ گنبد ساپورو، جایی که تیم یو درویش (نیپون هم فایترز) در آن مستقر است.